# 1978年の政治
1978年の政治（1978ねんのせいじ）では、1978年（昭和53年）の政治分野に関する出来事について記述する。

## できごと

### 1月
- 1月3日
  - 日本共産党、袴田里見前副委員長を規律違反を理由に除名処分。
  - ベトナム、カンボジア国境紛争が起こる。
- 1月11日 - 竹入義勝公明党委員長、党大会で自衛隊認知を発言。
- 1月30日 - ロッキード裁判丸紅ルートで大久保利春が、裏金は「灰色高官」にも渡ったと証言する。

### 3月

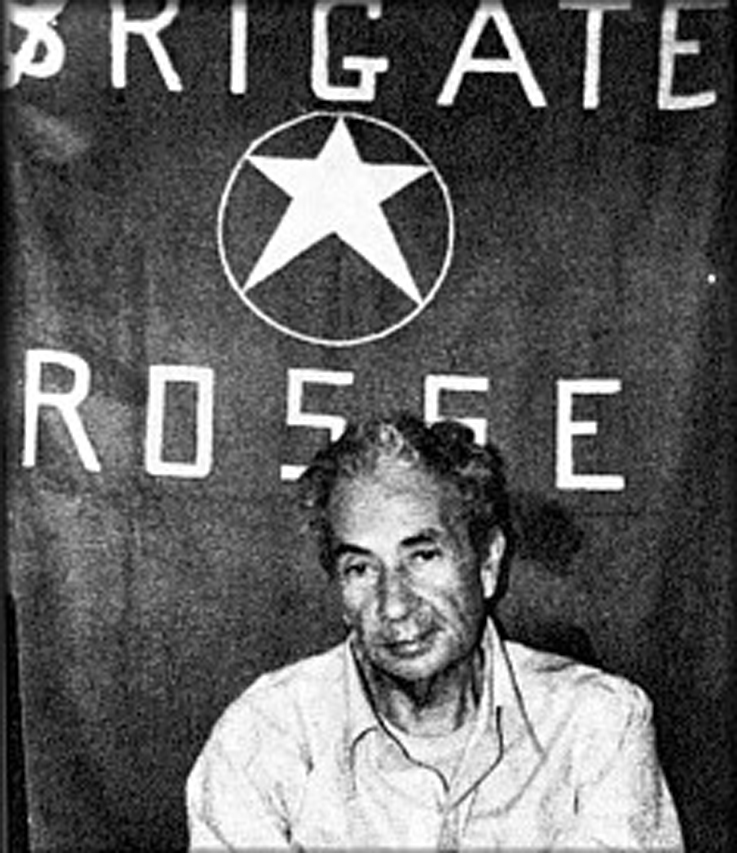
赤い旅団に誘拐されたアルド・モロ伊前首相

- 3月5日 - 中国、第5期全国人民代表大会第1次会議で憲法改正[1]（78年憲法、全60条[2]）。「四つの近代化」を明記。
- 3月12日・19日 - フランス国民議会選挙。選挙権年齢が21歳から18歳に引き下げられてから初の選挙。右派が多数派を占めたが、ヴァレリー・ジスカール・デスタン大統領の与党であるフランス民主連合は共和国連合に次ぐ第2党に留まった。→詳細は「1978年フランス議会総選挙」を参照
- 3月16日 - イタリアで赤い旅団がモロ前首相を誘拐。
- 3月26日
  - 過激派が成田空港管制塔を破壊し、成田開港が5月20日に延期される。→詳細は「成田空港管制塔占拠事件」を参照
  - 社会民主連合発足。代表、田英夫。

### 4月
- 4月9日 - 京都府知事選挙で林田悠紀夫が当選する。保守系知事の誕生は28年ぶり。
- 4月11日 - 尖閣諸島を200隻以上の中国漁船が不法占拠。
- 4月12日 - 在日本中国大使館の宗文一一等書記官が尖閣諸島は中国領土であると声明を発表。
- 4月27日 - アフガニスタンでクーデター。
- 4月28日
  - 日本政府、ベトナム難民の定住を認める。
  - アフガンのムハンマド・ダーウード大統領、殺害される。

### 5月
- 5月3日 - 福田首相、カーター米大統領と会談。
- 5月6日 - モロ伊前首相、遺体で発見。
- 5月12日 - 成田空港の安全確保のための緊急措置法成立。
- 5月13日 - 飛鳥田一雄日本社会党委員長、北朝鮮を訪問。

### 6月
- 6月2日 - 外務省機密漏洩事件で西山太吉の有罪が確定する。
- 6月21日 - 防衛庁、有事防衛研究へ着手を表明。

### 7月

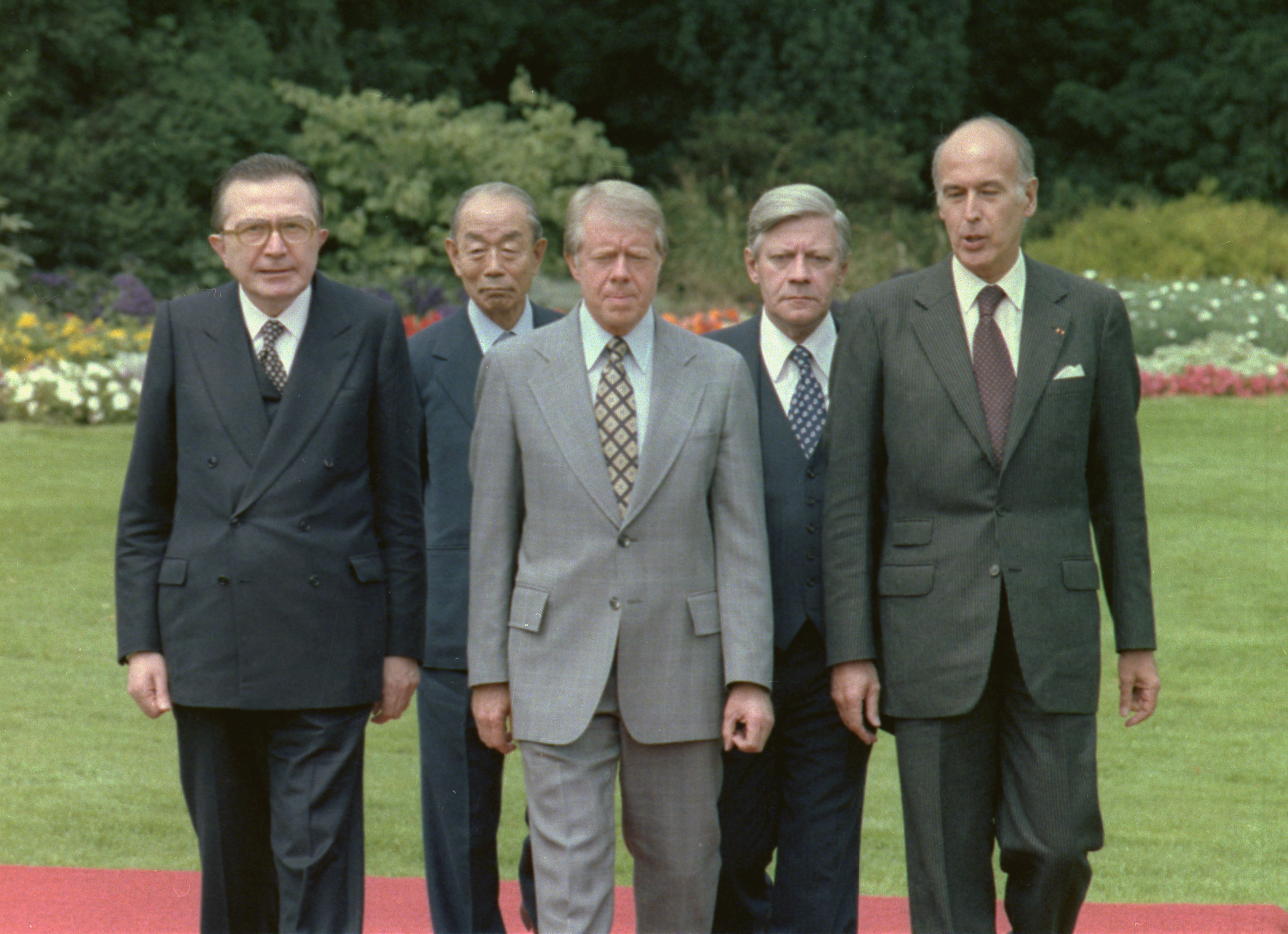
サミット参加首脳　左からアンドレオッチ（伊）、福田赳夫、カーター（米）、シュミット（西独）、ジスカールデスタン（仏）

- 7月3日 - 第4回先進国首脳会議（ボン・サミット）開催。
- 7月5日 - 農林水産省設置（農林省が改称）。
- 7月10日 - モーリタニアで無血クーデター。大統領モクタル・ウルド・ダッダが失脚。
- 7月19日 - 栗栖弘臣統合幕僚会議議長の「超法規発言」が問題化。
- 7月28日 - 金丸信防衛庁長官、栗栖統幕議長を解任。有事防衛体制、有事法制が注目されるようになる。

### 8月
- 8月12日 - 日中平和友好条約調印。
- 8月30日 - 文部省、高等学校の新学習指導要領を告示。

### 9月
- 9月5日

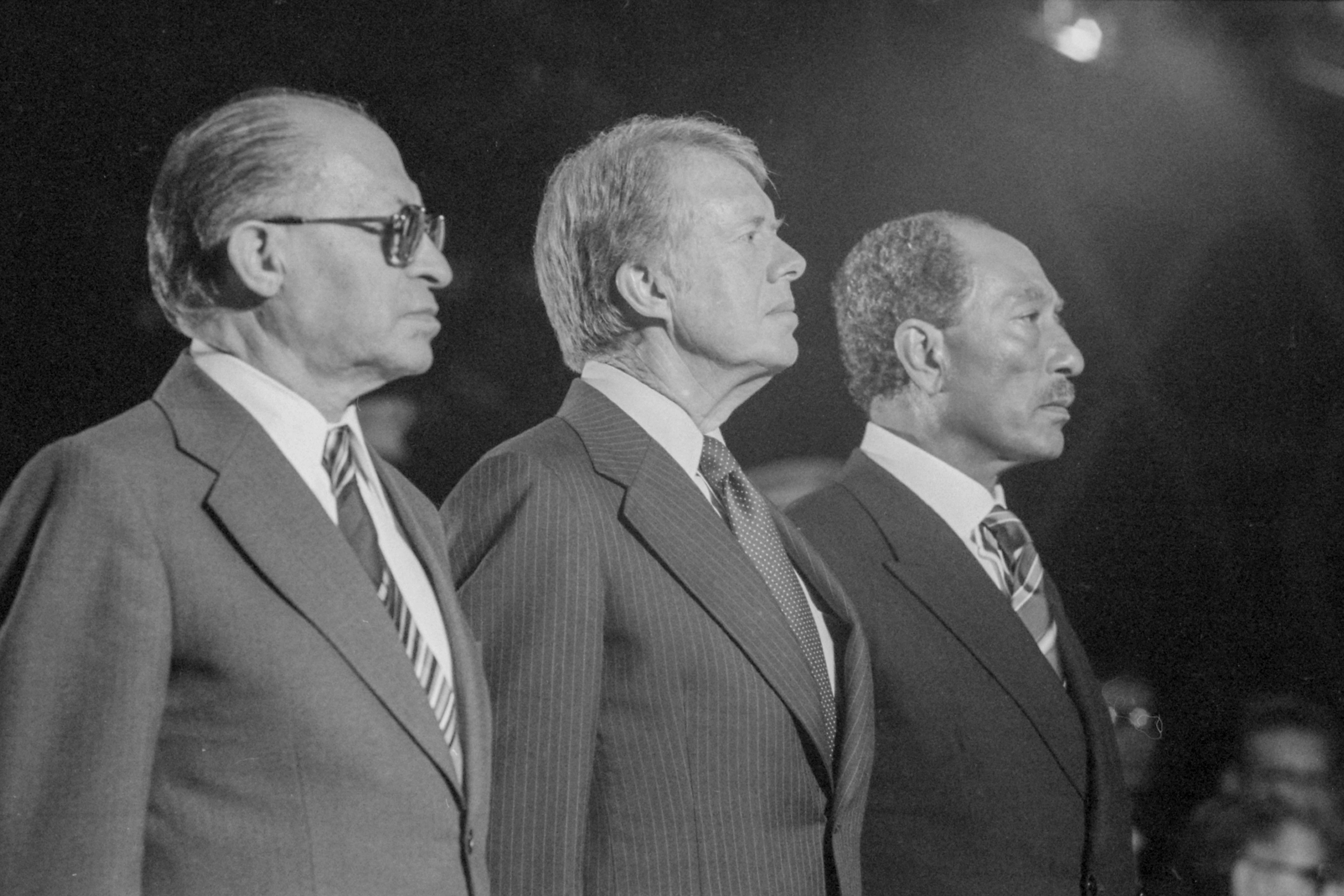
キャンプ・デービッド合意　左からベギン、カーター、サダト

  - アメリカ・キャンプ・デービッドで、ジミー・カーター米大統領、メナヘム・ベギンイスラエル首相、アンワル・サダトエジプト大統領の三首脳が会談。和平合意に達する（キャンプ・デービッド合意）。
  - 福田首相、12日までイラン、カタール、アラブ首長国連邦、サウジアラビアなど中東諸国を訪問。
- 9月8日 - イランで反政府デモに対して国軍が発砲し多数の死者を出す。
- 9月12日 - 税制調査会、一般消費税試案を公表。
- 9月18日 - 第85臨時国会召集。
- 9月21日 - ロッキード裁判でコーチャン（英語版）らの嘱託尋問調書を証拠採用。

### 10月
- 10月17日 - 元号の法制化、存続を閣議決定。
- 10月18日 - ネズミ講防止法成立。
- 10月22日 - 鄧小平中国副首相が来日。
- 10月23日 - 日中平和友好条約批准書を交換。
- 10月23日 - 鄧小平、田中角栄邸を訪問。

### 11月

ドミニカ国国旗

- 11月1日 - 自民党総裁公選開始。福田赳夫、大平正芳、中曽根康弘、河本敏夫が立候補。
- 11月3日 - ドミニカ国、イギリスから独立。
- 11月14日 - 福岡地方裁判所、福岡スモン訴訟で患者側が勝訴する。
- 11月27日
  - 自民党総裁予備選挙で田中派の支持を得て、大平正芳が一位となる。二位の福田赳夫は本選挙に立候補しないことを表明する。
  - 日米安保協議委、日米防衛協力の指針（ガイドライン）を決定。

### 12月
- 12月1日
  - 自民党臨時党大会で第9代総裁に大平正芳を選出。
  - 中川一郎農水相、閣議で辞表提出を拒否。内閣法制局により閣僚の任免権者である総理大臣の辞任によって閣僚は自動的に辞任となると法解釈。
- 12月2日 - カンボジアで反ポル・ポト抵抗組織「カンプチア救国民族統一戦線」結成。
- 12月6日 - スペインでスペイン1978年憲法が国民投票で承認。
- 12月7日 - 第1次大平内閣成立。外相に園田直、厚相に橋本龍太郎、農水相に渡辺美智雄、内閣官房長官に田中六助。
- 12月10日 - 沖縄県知事選挙。保守系の西銘順治が当選する。
- 12月12日 - 韓国で第10代総選挙が行なわれ、野党の新民党が得票率で与党民主共和党をわずかながら上回る。
- 12月25日 - ベトナム軍がカンボジアに侵攻（カンボジア・ベトナム戦争）。